# レンタルなんもしない人
レンタルなんもしない人（レンタルなんもしないひと）は、「なんもしない」サービスを提供する個人のTwitterアカウント名。本名は森本 祥司（もりもと しょうじ）。著作物では本名名義を使用している。
公式の表記は「なんも」で、「なにも」や「なんにも」ではない。

## 概要
ゲームの人数合わせ、花見の場所とりなど「ただ居るだけで（ごく簡単な受け答え以外は）なんもしない」依頼をTwitterで募集している。
レンタル費用は、国分寺駅からの交通費と飲食代（かかった場合のみ）と、依頼料。
依頼料は何度か変更されている。スタート時点では無料だったが、2019年9月15日ドキュメンタリー『ザ・ノンフィクション』放送後から有料（1件1万円）に改定した。その後、貯金ができたことや無料と勘違いしたままの依頼が後をたたないことなどから、2020年6月3日より再度無料化。そして、2020年10月1日より再び有料となった。
新型コロナウイルス感染防止に伴い2020年3月31日〜5月10日、2021年8月初旬〜8月末は外出を伴う依頼を受け付けていなかった（DMやリモートで済む依頼は受付）。
人間のレンタル業はこれまでにも「おっさんレンタル」などが存在したが、「なんもしない」をサービスとしたことの新しさと、それを求める人々の依頼の多種多様さが話題を呼び、書籍化などがされている。
このサービスを思いついたきっかけのひとつとして、自分が食事をおごられることをサービスとしている「プロ奢ラレヤー」の名前を挙げている。
2020年4月には、著作物を原作として『レンタルなんもしない人』としてドラマ化された。
3人兄妹の末っ子であるが、兄と姉は他界している。

## 依頼内容
依頼者の同意が得られた案件はTwitterで公開されている。受ける依頼にこれといったルールはないが、「趣味の話や人に言えない過去などの話を聞いてほしい」「一人では行きにくい店や気が進まない手続きなどについてきてほしい」などといった、身近な人に頼みにくいことを依頼される場面が多い。
その他、DMで指定の言葉（励ましなど）を返信してほしい、自分の作ったご飯を食べてほしい、勉強をする間ただ部屋にいてほしい、ペットの犬に甘えさせてやってほしい、アイドルグループのセンターにただ立っていてほしい、などバラエティに富んでおり、安全性などを個別に判断した上で依頼に応えている。どこまでが「なんもしない」であるかは本人の判断による。

## 著作作品

### 単行本
- 『レンタルなんもしない人のなんもしなかった話』（2019年4月17日、晶文社、ISBN 978-4-79-497083-1）
- 『〈レンタルなんもしない人〉というサービスをはじめます。スペックゼロでお金と仕事と人間関係をめぐって考えたこと』（2019年5月22日、河出書房新社、ISBN 978-4-30-902802-6）
- 『レンタルなんもしない人の"もっと"なんもしなかった話』（2020年4月7日、晶文社、ISBN 978-4-79-497175-3）
- 『レンタルなんもしない人の"やっぱり"なんもしなかった話』（2023年6月20日、晶文社、ISBN 978-4-79-497363-4）

### 原作漫画
- 「レンタルなんもしない人」（講談社『モーニング』2019年16号 - 2019年29号、全1巻）企画原案：レンタルなんもしない人、作画：プクプク[8]
  - 第1巻（2019年7月23日、講談社・モーニングコミックス、ISBN 978-4-06-516560-7)[9]

## 出演

### ウェブテレビ
- AbemaPrime（2018年7月、2019年10月、AbemaTV）[10]
- 街録ch〜あなたの人生、教えて下さい〜（2021年、YouTube番組）

### テレビ
- スッキリ！（2019年1月31日、日本テレビ）
- ドキュメント72時間「密着！“レンタル なんもしない人”」（2019年4月26日、NHK）[11]
- 王様のブランチ（2019年5月11日、TBS）
- ザ・ノンフィクション「なんもしないボクを貸し出します 〜「レンタルなんもしない人」の夏〜」（2019年9月15日放送、フジテレビ）[3]
- BSいきものがかり（2019年12月24日放送、BSフジ）
- モニタリング(2022年1月16日放送　TBS)

### ラジオ
- 高橋みなみの これから、何する?（2019年5月20日、TOKYO FM）[12]
- 佐倉としたい大西（2019年6月11日、超!A&G+）
- エドガー・サリヴァンのエドラジ
- GOLD RUSH（J-WAVE）

## 配信限定シングル
| 発売日       | タイトル                     |
| ------------ | ---------------------------- |
| 2023年8月7日 | なんもしない (with coroteam) |

## なんもしない日
一般社団法人全国記念日協会により6月3日を「なんもしない日」制定。1年に1日くらいは社会的な責任から解放されたり、何者でもなくなる「なんもしない日」があってもいいなとの思いから生まれたもので、何かしたから評価されるのではなくて、なんもしないことに価値があると再認識できる日とするのが目的。日付は「レンタルなんもしない人」が活動を開始した2018年6月3日に由来する。この記念日は「レンタルなんもしない人」の了解を得てクラウドファンディングにより多くの人の賛同を集めて誕生した。